# Minstrel
Minstrele (ang. minstrel, fr. ménestrel) – popularyzatorzy i wykonawcy (śpiewacy, recytatorzy) poezji, działający w XIII–XIV w. w Europie Zachodniej. Przebywali na dworach lub wędrowali z miasta do miasta. Wywodzili się z uprawiających sztukę poetycką trubadurów albo spośród zawodowych „zabawiaczy” dworskich: grajków, śpiewaków, żonglerów, akrobatów. Obok popularyzacji pieśni miłosnych trubadurów i truwerów prezentowali też własną zróżnicowaną twórczość literacką, podejmującą tradycyjne motywy legend i ballad ludowych. W Niemczech minnesingerzy, w Polsce rybałci.